# Кани, Ева Ли
Е́ва Ли Ка́ни (англ. Eva Lee Kuney; 24 апреля 1934, Голливуд, Калифорния — 24 мая 2015, Лас-Вегас, Невада) — американская киноактриса, начавшая сниматься в возрасте полутора лет. Менее известна как танцовщица и чертёжница.

## Биография
Ева Ли Кани родилась 24 апреля 1934 года в Голливуде (Лос-Анджелес, Калифорния, США), по другой информации — в Глендейле. Отца звали Леон (1902 — ?), он работал в киноиндустрии Голливуда; мать звали Эдна (1904 — ?). В возрасте полутора лет девочка впервые снялась в кино; всего, с заметными перерывами, её кинокарьера продолжалась до 1948 года: за 13 лет она появилась в десяти фильмах, в том числе одном короткометражном и в восьми без указания в титрах. Роль в ленте «Грошовая серенада» (1941) Ева получила, обойдя около 500 претенденток.
Ева окончила Старшую школу Северного Голливуда. С 18 лет начала карьеру профессиональной танцовщицы: уехала в Сан-Франциско, где её хореографом стал Донн Арден. Затем выступала в отелях-казино Лас-Вегаса, в том числе вместе с такими звёздами как Дин Мартин, Фрэнк Синатра и Патти Пейдж.
После окончания карьеры танцовщицы Кани устроилась чертёжницей в Транспортный департамент округа Кларк.
Ева Ли Кани скончалась 24 мая 2015 года в Лас-Вегасе.

### Личная жизнь
Ева Ли Кани была замужем дважды:
1. Артур «Бадди» Гровер, музыкант. Брак заключён в мае 1955 года[6], до 1972 года последовал развод. Двое детей: Брэд (Лиз) Гровер и Андреа «Энн» (Джим) Гровер[1].
2. Кеннет Фельдман (ок. 1934 — 2007), логопед, позднее — театральный актёр и режиссёр в Лас-Вегасе. Брак заключён в 1972 году[1] и продолжался до самой смерти Фельдмана. Детей нет[7].

## Избранная фильмография
В титрах указана
- 1935 — Маленький папа[англ.][8] / Little Papa — малышка Марвел (к/м)
- 1941 — Грошовая серенада[англ.] / Penny Serenade — Трайна в возрасте 6 лет

В титрах не указана
- 1938 — Сёстры[англ.] / The Sisters — девочка в массовке
- 1939 — Волшебник страны Оз / The Wizard of Oz — жевун в массовке[3][9][10]
- 1941 — Лидия[англ.] / Lydia — слепая девочка
- 1945 — Дерево растёт в Бруклине / A Tree Grows in Brooklyn — девочка
- 1947 — Обломки[англ.] / Driftwood — одна из детей преподобного МакДугала
- 1948 — Так дорого моему сердцу[англ.] / So Dear to My Heart — девочка